# Satyrus pygmaea
Satyrus pygmaea är en fjärilsart som beskrevs av Holik 1949. Satyrus pygmaea ingår i släktet Satyrus och familjen praktfjärilar. Inga underarter finns listade.